# ایمان علی
ایمان علی (اردو: ایمان علی؛ زادهٔ ۱۹ دسامبر ۱۹۸۰) بازیگر و مدل زن اهل پاکستان است.
از فیلم‌ها یا برنامه‌های تلویزیونی که وی در آن نقش داشته‌است می‌توان به ام شنتی ام، به نام خدا و بول اشاره کرد.